# Serapio Romero
Serapio Romero (La Carta, Olancho, 12 de março de 1844 - 27 de julho de 1868) foi um rapaz de uma hacienda hondurenha que se tornou o líder de uma das rebeliões armadas mais sangrentas da República de Honduras.
Serapio Romero nasceu no povoado La Carta, jurisdição de Guarizama, Olancho, em 12 de março de 1844. Era conhecido como “El Cinchonero” ou “aquele que faz (fabrica) cinchos”. Romero, em sua juventude, trabalhava na hacienda de Pedro Bertrand, pai do futuro presidente da república Francisco Bertrand Barahona; do seu trabalho resultou a alcunha “Cinchonero”. Liderou uma rebelião contra o governo de José María Medina, atacando propriedades e casas das famílias mais poderosas da capital departamental de Olancho, no que foi descrito por um historiador como o motim "produto do ódio aos ricos de Juticalpa" e foi executado em 27 de julho de 1868 com 24 anos idade na cidade de Manto.
Em 1979, Fidel Martínez Rodríguez juntamente com um grupo de ex-membros do Partido Comunista de Honduras (PCH) fundaram o Movimento Popular de Libertação - Cinchoneros (MPL Cinchonero), cujo nome adotou em homenagem ao espírito aguerrido de Serapio Romero Cinchonero. Esse movimento foi perseguido pelo Batalhão 3-16, formado por comandos de inteligência das Forças Armadas de Honduras.